# Rapska torta
Rapska torta tradicionalna je hrvatska torta koja potječe s otoka Raba. Glavni sastojci torte su bademi i zadarski višnjin liker maraskino. Peče se u prepoznatljivom spiralnom obliku. Priprema torte traje 3 dana.

## Povijest
Izvorni recept potječe iz 12. stoljeća. Legenda kazuje da je 1177. godine prvi put poslužena papi Aleksandru III. kada je posjetio Rab i blagoslovio tamošnju katedralu Uznesenja Marijina.
Izvornu su slasticu od zaborava sačuvale časne sestre iz samostana sv. Antuna Padovanskog i benediktinke iz samostana sv. Andrije, a legenda o torti te recept za njezinu pripremu raširio se po cijelom Sredozemlju. Tako se rapska torta i dan-danas jede u Veneciji, u koju je recept odnesen prije više od tri stoljeća. Ona se nalazi u ponudi nekih tamošnjih poznatih slastičarnica, a priprema se i u kućama te poslužuje, baš kao i na Rabu, u vrijeme najvećih blagdana.
Torta je u prošlosti bila rezervirana samo za uglednike i bogate građane jer je bila izuzetno skupa, jer u nju ide kilogram očišćenih badema.

## Vanjske poveznice
- Recept na stranicama Made in Croatia